# علم ماريلند
يتكون علم ماريلند من لواء النبالة لجورج كالفرت أول بارون لبالتيمور. علم ماريلند هو علم الولاية الوحيد في الولايات المتحدة المعتمد على شعارات النبالة الإنجليزية. أعتمد العلم عام 1904.